# Слободан Ковачевић
Слободан Бодо Ковачевић (29. децембар 1946 – 22. март 2004) био је један од највећих рок гитариста на простору Југославије, каријеру је започео у сарајевској рок групи  "Луталице". Средином 1960-их година придружио се "Indexi-ма", у којима је тада већ био Даворин Поповић као певач.
Био је гитариста којег су цениле и колеге из света класичне музике, музички аутор чији је прогресивни рок промовисао југословенски звук у Европи. Сматран је као "интелектуалац" међу рокерима, по образовању је био дипломирани архитекта, био је један од стубова Индекса – једног од најдуговечнијих музичких феномена у бившој СФРЈ.
Године 1978. добио је, заједно са осталим члановима Индекса, Šestoaprilsku nagradu grada Sarajeva, а исте године и награду ЈРТ (Југословенске телевизије) за албум Индекса "Modra rijeka", који је проглашен албумом године у Југославији.
Године 2004. награђен је nagradom Davorin за најбољег инструменталисту године у Босни и Херцеговини.

## Биографија Слободана Боде Ковачевића
У родни лист је уписан као Слободан А. Ковачевић. Средње слово означава име његовог оца: Адем. Током музичке каријере постао је познат по надимку Бодо. Дипломирао је архитектуру на Univerzitetu u Sarajevu, међутим, у његовом животу и раду била је пресудна његова љубав према музици. Музиком је почео да се бави почетком 1960-их. Најпре је био гитариста у музичкој групи Луталице а од  1965. године у Индексима. Бодо Ковачевић се у слободно време бавио сликањем,  акварели су му били најдража техника ликовног изражавања.
Био је у браку са Едином Филиповић коју је оженио 10. јула 1981. године. Бода Ковачевић је са супругом Едином добио кћерку Хану.
Ковачевић је преминуо 22. мартa 2004. године у Сарајеву од рака јетре. Сахрањен је 25. марта у Алеји великана на "Барама" у Сарајеву, где почива и певач Индекса, Даворин Поповић.
Од 2006. године, у његову почаст, се додељује Награда Бодо Ковачевић за гитаристу године која је у склопу награде Даворин.

## Музичка каријера
Слододан Бода Ковачевић је прве музичке кораке почео као средњошколац на аудицији код Корнелија Ковача као певач. Када је почео да похађа часове гитаре код професора Мила Праљка откривен је његов таленат.
Основао је музичку групу "Луталице" 1963. године, у којој су били још Слободан М. Ковачевић (касније: музичка група: "Море"), басиста Душко Чорлија, бубњар Војо Шимшић и певач Зоран Видовић Цојо. Са "Луталицама" су наступале и певачице Селма Колудер и Гордана Магаш (касније позната сарајевска балерина и кореограф). У другој постави  "Луталица" басиста је био Фадил Реџић, бубњар Мирослав Шарановић. Из тог периода остао је забележен први ауторски инструментал Слободана Ковачевића, композиција "Сњежни кристали", која је у студију Радио Сарајева снимљена 16. априла 1965.
У  "Индексе " је Слободан Ковачевић дошао у лето 1965. године и убрзо је у групу довео и Фадила Реџића из "Луталица". Прву значајну композицију за Индексе Бодо Ковачевић је компоновао под називом Пружам руке, на текст Николе Бороте, крајем  1966. године, а снимљена је у просторијама Радио Сарајева 13. фебруара 1967. године. С том песмом су Индекси наступили на локалном избору за песму Евровизије, који је био приређен у Љубљани. Ту песму сматрају првом југословенском ауторском поп рок композицијом која се извела на матерњем језику.
Свој целокупни радни век Ковачевић је посветио музичкој групи Индекси у оквиру које је био најплоднији аутор. Потписао је многе најзначајније песме Индекса као композитор, аранжер и продуцент. Ковачевић је ову музичку групу предводио у сталне експерименте. Најславније музичке теме Индекса су његове (Плима, Негдје на крају у затишју, Модра ријека) а неке је урадио у сарадњи са Фадилом Реџићем (Балада на текст Маје Перфиљеве и Свијет у коме живим на текст Желимира Алтарца Чичка.
Песма Плима на текст Корнелија Бате Ковача сматра се за ремек-дело у историји музике Босне и Херцеговине. У антологију босанскохерцеговачке музике припада и рок поема Негдје на крају у затишју компонована на текст Желимира Алтарца Чичка,  која је снимљена  октобра 1969. године у студију Радио Сарајева. Била је то прва рок композиција у бившој СФРЈ у трајању 11,38 минута и прва рок поема са рецитативом на почетку и крају, стихове је говорио Бранко Личен. Током наредне године, без обзира на дужину трајања, та композиција је проглашена најслушанијом песмом по избору слушалаца Радио Сарајева у хит емисији Десет грамофона водитеља Влатка Марковића. Прве седмице песма је била емитована први део а друге седмице други део и тако седмицама и месецима до проглашења најслушаније композиције 1970. године. Ковачевић је у сарадњи са Ж. А. Чичком снимио и песму Повратак Џека Трбосека и осталог зла која се нашла на првом мини албуму и макси синглу. На том албуму Индекса налазе се још три песме, поменута Плима, и Угасила је пламен аутора Фадила Реџића. Албум је изашао у издању дискографске куће "Jugoton" 1972. године.
Као ремек дело Индекса сматра се албум Модра ријека из 1978. године који је био замисао Ковачевића и на којем је и аутор свих песама. Текстови за песме на том албуму узети су из збирке песама  Мехмедалије Мака Диздара. Стихове у песмама Модра ријека и Запис о земљи говорио је хрватски глумац  Фабијан Шоваговић.
Други и последњи студијски албум Индекси су објавили  1999. године и на њему је Слободан Ковачевић аутор свих композиција, изузев традиционалне севдалинке Снијег паде на бехар на воће.
Слободан Бода Ковачевић је интензивно радио музику и за друге извођаче као и за различите пројекте изван поп и рок музике. Између осталог, свирао је гитаре и учествовао у аранжирању првог и једног од најбољих, по многим мишљењима најбољег албума,  Јосипе Лисац, Дневник једне љубави из 1973. године.
Бодо Ковачевић је компоновао музичку тему за церемонију ЗОИ Сарајево '84.
Ковачевић је сарађивао са  Есадом Арнауталићем на његовом познатом пројекту Музика расположења.
Ковачевић је написао музику за представу Мандрагола Kamernog teatra 55  у Сарајеву и Посљедња потрага за златом Narodnog pozorišta Sarajevo.
Ковачевић се на почетку ратних сукоба у Босни и Херцеговини преселио у  Праг, одакле се вратио после Дејтонског споразума.
Крајем марта 1998. године с Индексима је наступао у Подгорици и Београду.
Бода Ковачевић је последње две године свог живота био музички продуцент BH Eurosong-a.
После смрти певача Индекса Даворина Поповића, Ковачевић се посветио џез музици и придружио се ансамблу Синан Алимановић Quintet и свирао у Плесном оркестру ЈС БиХ.
Слободан Бода Ковачевић је написао укупно више од 300 композиција. Највећи део његовог опуса везан је за Индексе а затим за позоришне представе и песме за друге ауторе.

## Избор композиција Слободана Ковачевића Боде
- Ана
- Балада (с Фадилом Реџићем)
- Бетонска брана, текст Владо Дијак (са Синаном Алимановићем)
- Брод
- Буди као море
- Црно бијела пјесма
- Да л' смо људи
- Двојник
- И бит ћу луд
- И још десет
- И твоје ће проћи
- Ја одлазим сутра
- Кад се хоће, све се може
- Камени цвјетови
- Лептиру мој
- Мјесто под сунцем
- Модра ријека
- Модра ријека II
- Море
- Море II
- Најљепше ствари
- Негдје на крају у затишју
- Ноћни сусрети
- Око малих ствари свађамо се ми
- Плима
- Погрешан број
- Послије тебе
- Повратак Џека Трбосјека и осталог зла
- Празне ноћи, а бескрајни дани
- Прошли дани
- Пружам руке
- Пукотина
- Пустиња
- Руже и сузе
- Само једном
- Самоћо, љубави моја
- Свијет у коме живим (с Фадилом Реџићем)
- У инат годинама
- Замак (инструментал)
- Зашто је празан читав свијет

## Признања
- Награда Југословенске радио-телевизије 1978.
- Шестоаприлска награда града Сарајева